# Soyauxia
Soyauxia é um género com oito espécies de plantas pertencente à família Peridiscaceae.

## Espécies seleccionadas
- Soyauxia bipindensis
- Soyauxia floribunda
- Soyauxia gabonensis
- Soyauxia glabrescens
- Soyauxia grandifolia
- Soyauxia ledermannii
- Soyauxia talbotii
- Soyauxia velutina